# Jocelyn Deane
Jocelyn Deane (getauft 19. Juli 1749; † 19. November 1780 in Lyon) war ein irisch-britischer Politiker.

## Leben
Jocelyn Deane war der dritte Sohn von Sir Robert Deane, 5. Baronet, aus dessen Ehe mit Charlotte Tilson. Robert Deane, 1. Baron Muskerry war sein älterer Bruder. Deane studierte 1766 am College Christ Church der University of Oxford. 
Von 1773 bis 1780 war er als Abgeordneter für den Wahlkreis Baltimore im County Cork Mitglied des Irish House of Commons.
Bei den Unterhauswahlen 1780 kandidierte er im Wahlkreis Helston in Cornwall für einen Sitz im britischen House of Commons. Deane wurde zwar gewählt, konnte seinen Sitz jedoch nicht antreten, da die Korrektheit der Wahl der Abgeordneten für den Wahlkreis Helston angezweifelt wurde und er durch seinen frühen Tod erst posthum als Abgeordneter bestätigt wurde. Im Februar 1781 entschied die entsprechende Kommission der House of Commons, das seine Wahl ordnungsgemäß war. Deane war somit de iure vom 12. September bis zum 19. November 1780 Abgeordneter für Helston im House of Commons. Deane starb unverheiratet und kinderlos.